# Effie Gray
Euphemia Chalmers Gray (Perth, 7 maggio 1828 – Perth, 23 dicembre 1897) è stata una nobildonna britannica.
Generalmente ricordata come Effie Gray, fu moglie del celebrato critico d'arte inglese John Ruskin. L'annullamento del suo matrimonio e le successive nozze con il pittore preraffaellita John Everett Millais la posero al centro di uno scandalo che suscitò un appassionato confronto nei salotti londinesi del tempo. Il caso, nell'immaginario collettivo, fu impropriamente considerato come un "triangolo amoroso" e fu d'ispirazione per numerose rappresentazioni teatrali, commedie e pellicole cinematografiche.
La vicenda, rimasta controversa, fu oggetto di un lungo e acceso dibattito. Al personaggio viene riconosciuto il merito di aver messo in discussione il ruolo della figura femminile nella società del tempo, minando i pregiudizi che caratterizzavano la cultura dell'Inghilterra vittoriana.

## Biografia

### Origini familiari

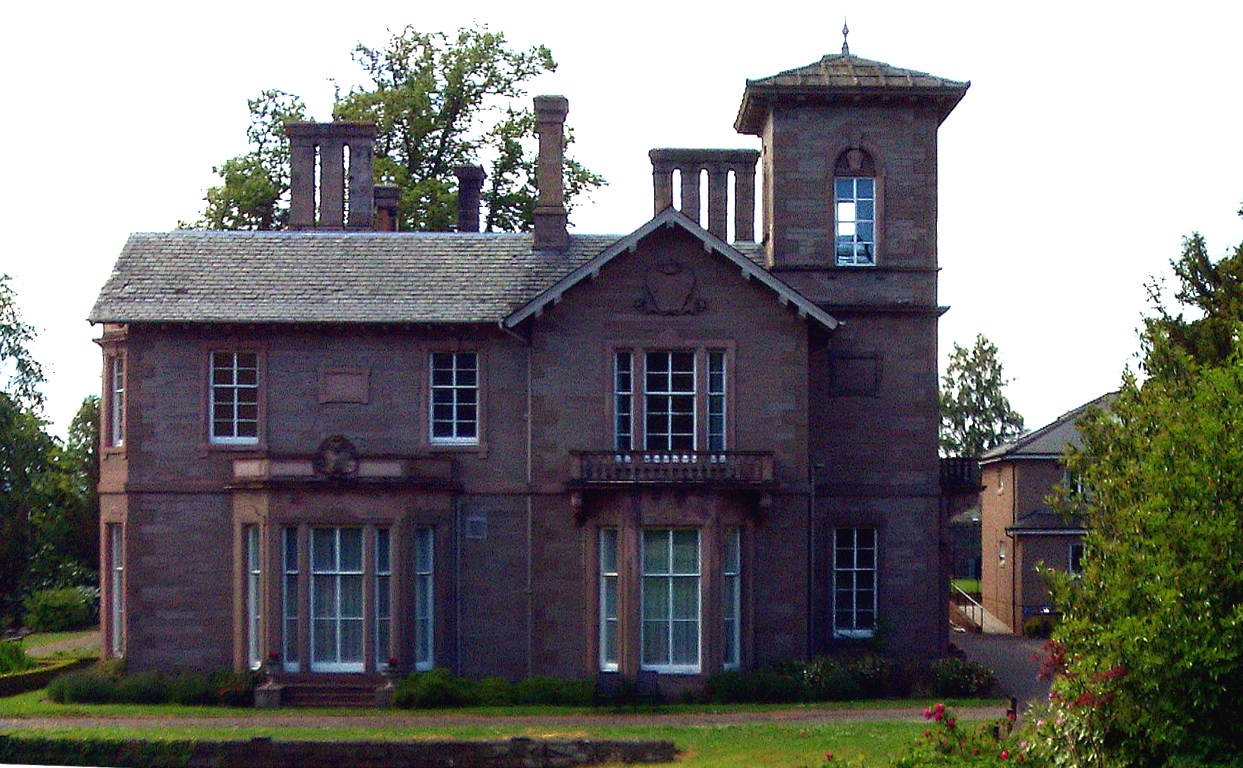
Residenza dei Gray a Bowerswell, Perth in Scozia

Effie Gray nacque nel Perthshire, a Bowerswell, in una villa in stile reggenza situata sulle colline, che dominava la città di Perth. Suo padre era George Gray, un affermato e facoltoso professionista, con molteplici interessi in attività finanziarie: azionista della società di vaporetti che collegava Dundee a Londra, aveva inoltre partecipazioni in banche, assicurazioni, imprese di illuminazione a gas e ferrovie. La madre, Sophia Margaret Jameson, proveniva anch'essa da una famiglia di uomini d'affari.

### L'età giovanile
Euphemia ("Phemy", come veniva affettuosamente chiamata dai genitori) trascorse l'infanzia attorniata dai suoi fratellini. Godeva di un'estrema libertà e poteva muoversi liberamente nella vasta campagna intorno alla sua casa, ove insieme al suo pony e al fratello George faceva lunghe passeggiate nell'arco dell'intera giornata, fino a raggiungere il fiume Tay, nei pressi di Perth.
I genitori avevano previsto per lei un'istruzione di prim'ordine. Così, appena dodicenne, dovette lasciare i paesaggi dell'infanzia per recarsi a centinaia di chilometri di distanza, nelle Midlands, a Stratford-upon-Avon. Dal 1840 frequentò la rinomata scuola delle sorelle Byerley, che attirava ragazze da tutto il paese; si vociferava che anche la duchessa di Kent, Vittoria di Sassonia-Coburgo-Saalfeld, l'avesse presa in considerazione per l'educazione della principessa Vittoria.
Si cimentò con profitto in diverse discipline. Ad Avonbank le furono insegnati francese, italiano, tedesco, scrittura, musica, disegno e matematica. Inoltre prese lezioni di ballo, pianoforte e arpa. Le fu impartita un'educazione adeguata ai canoni dell'epoca.

### L'interruzione degli studi
I suoi studi, tuttavia, subirono una brusca interruzione a causa di una grave tragedia che investì la famiglia. Nell'estate del 1841 le sue tre sorelline morirono una dopo l'altra di scarlattina. Per sua fortuna, Effie quell'estate era rimasta nelle Midlands, ospite di una sua amica. Al fine di evitare il contagio, i genitori preferirono farle trascorrere il resto delle vacanze estive con gli zii materni, che soggiornavano a Londra. Quell'autunno la piccola miss Gray non poté tornare a scuola. Per desiderio dei genitori, fece ritorno a Bowerswell. La madre Sophia era nuovamente incinta e, oltre a un sostegno morale, aveva bisogno dell'aiuto di Effie per gestire la casa e accudire il fratellino superstite Andrew. L'altro fratello George era in Germania per approfondire gli studi e la lingua tedesca.

### L'amicizia con John Ruskin

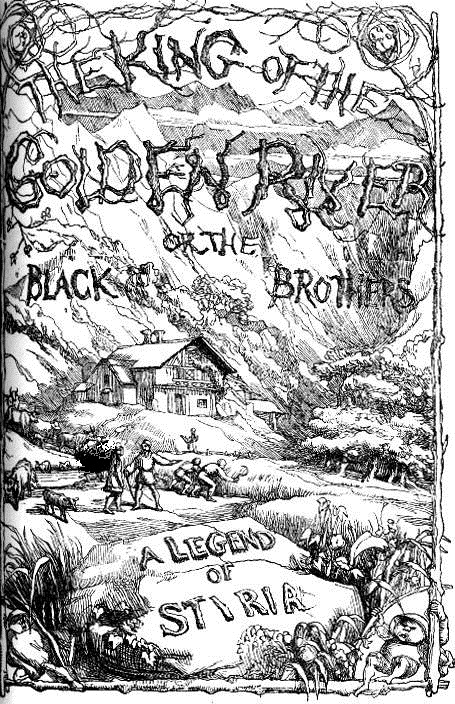
La copertina del racconto Il re del fiume d'oro con illustrazioni di Richard Doyle

Prima di rientrare in Scozia, chiese ai genitori di potere rispondere all'invito dei Ruskin, vecchi amici di famiglia, e poter rimanere a Londra per un altro breve periodo prima del ritorno a casa. L'anno precedente era già stata a Herne Hill, il distretto a sud della capitale dove risiedeva la famiglia Ruskin, e fu in quell'occasione che avvenne il primo incontro tra lei e John, il figlio ventunenne dei Ruskin.
John, all'epoca, era reduce da una cocente delusione d'amore, provocata dalla giovane Adèle. Il padre di quest'ultima era Pedro Domecq, il quale insieme a John James, padre di John, deteneva la più importante società di importazione di sherry per l'intera Inghilterra. Il giovane Ruskin, profondamente frustrato dalle sue disavventure amorose, non restò tuttavia insensibile alla brillante intelligenza e fulgida bellezza di Effie.
Da parte sua la ragazza, non sopportando di vedere il giovane così malinconico e sprofondato nella depressione, gli lanciò una sfida. Gli propose di dedicarle uno dei suoi scritti, cosa che John fece, scrivendo un racconto fiabesco, intitolato Il re del fiume d'oro (The King of the Golden River). Il racconto, oltre a rappresentare il seme di un nuovo amore, riscosse, dopo la sua pubblicazione, un grande successo. Fu in quel periodo che John iniziò a chiamare la giovane Gray con il soprannome di Effie, appellativo che l'accompagnò in seguito per il resto della sua vita.

### I problemi familiari e la ripresa degli studi
Nei tre anni che seguirono fu completamente assorbita dai problemi familiari. Imparò a gestire la casa, mentre la madre affrontava altre due gravidanze. Il padre George restaurò la loro residenza, ingrandendola e ingentilendola, donandole l'aspetto elegante di una villa rinascimentale.
Finalmente nel 1844 Effie poté riprendere gli studi, perfezionando la conoscenza delle lingue moderne e delle altre discipline che, comunque, non aveva smesso di coltivare. Ormai quasi diciassettenne tornò in Scozia. Era dotata di bellezza non comune e di una personalità affascinante. Negli anni che la separarono dal suo matrimonio con Ruskin, si dice abbia ricevuto ventisette proposte di matrimonio.

### La seconda visita ai Ruskin

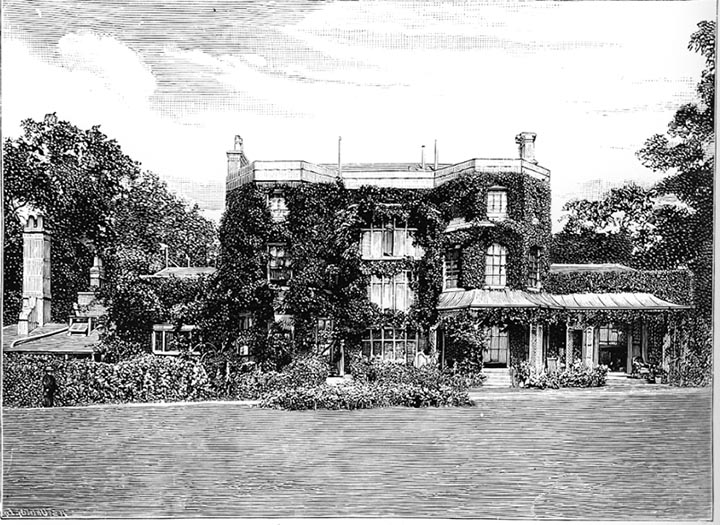
Residenza dei Ruskin a Denmark Hill, Londra. Immagine tratta da The Works of John Ruskin di E.T. Cook (1912).

Nella primavera del 1847 si recò a Londra, ancora ospite della famiglia Ruskin, nella loro nuova e sontuosa residenza di Denmark Hill. All'epoca Effie era fidanzata con William Kelty MacLeod, un giovane ufficiale del 74º reggimento delle Highlands, mentre i genitori di John avevano combinato per il loro figlio il fidanzamento con una ricca ereditiera: Charlotte Lockhart, nipote di Sir Walter Scott. Entrambi quindi consideravano questo nuovo incontro, da adulti, come una rimpatriata di vecchi amici. Margaret Ruskin era invece preoccupata e temeva che il fascino della giovane ragazza di Perth potesse, in qualche modo, distogliere le attenzioni che il giovane figlio doveva invece riservare alla fidanzata Charlotte, partito al quale i Ruskin tenevano molto.
Effie, da parte sua, vedeva in quel soggiorno a Londra una rinnovata occasione per incontrarsi con le sue vecchie amiche di Avonbank e i loro fratelli, partecipare a balli, ricevimenti, mostre e altri avvenimenti mondani.
I percorsi dei due giovani, tuttavia finirono per incrociarsi anche al di fuori di Denmark Hill. John, con la sua pubblicazione Pittori moderni (Modern Painters), era già diventato una piccola celebrità, definito come visionario e profetico nel mondo dell'arte. Ben presto Effie si rese conto che tutti i corteggiatori fino ad allora incontrati avevano un background piuttosto grossolano, rispetto alla raffinata erudizione artistica del giovane Ruskin.
John, inoltre, aveva a cuore la crescita culturale di Effie e la stimolava continuamente con libri, quadri e promesse di viaggi all'estero. Le serate a Denmark Hill, dove venivano ricevuti artisti come William Turner, George Dunlop Leslie e George Richmond, gli inviti alla Royal Academy e a casa del primo ministro britannico Robert Peel, finirono per abbagliare la giovane ragazza di Bowerswell, che cominciò a sentirsi attratta dal bel mondo, nel quale John Ruskin si muoveva. John, tuttavia, sembrava considerare Effie non più che una dolce sorella.

### Il fidanzamento con John Ruskin
All'inizio dell'estate Effie fece ritorno nel Perthshire, dove apprese che il fidanzato William sarebbe stato destinato in Irlanda e che quindi le prospettive di matrimonio si allontanavano di almeno un paio di anni. Contemporaneamente Charlotte ruppe il rapporto con Ruskin, il quale, con grande meraviglia dei genitori, non cadde nella depressione profonda provocata in passato dalla perdita di Adèle. Egli decise anzi di effettuare un tour a piedi sulle colline della Scozia, tanto decantate dalla sua amica.

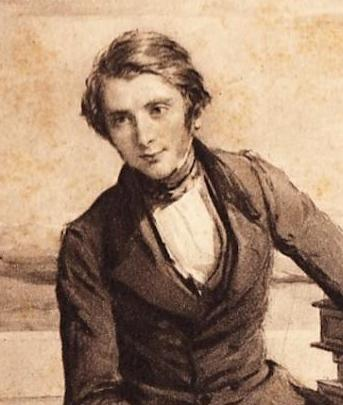
George Richmond, Ritratto giovanile di John Ruskin, 1843

Inizialmente, quasi villanamente, non fece visita ai Gray, timoroso di un suo nuovo coinvolgimento amoroso, ma poi accettò l'invito di Sophia Gray e frequentò ancora per un breve periodo la giovane. All'inizio non volle avanzare una proposta di fidanzamento, anche per l'atteggiamento scostante della stessa ragazza, ma, tornato a Londra, ruppe gli indugi e scrisse alla signora Gray chiedendo la mano di Effie, che accettò.
Le esitazioni dei due giovani si possono spiegare con la consapevolezza di entrambi delle problematiche che avrebbero incontrato nella loro unione.
John sapeva che la sua vita di erudito e di artista era particolare ed era conscio che la sua esistenza era assorbita dagli studi e dal suo mondo creativo. L'ambiente claustrofobico, in cui l'attenzione dei genitori lo costringeva, comportava la necessità che la sua futura giovane compagna nutrisse un affetto molto solido e incondizionato nei suoi confronti che le permettesse di sopportare un tale isolamento. Inoltre l'aspetto e la bellezza di Effie preoccupavano non poco Ruskin, che forse avrebbe preferito avere accanto a sé una moglie meno appariscente. Di questi timori informò, nelle sue lettere, la fidanzata.
Effie, dopo il ritorno in Scozia, aveva visto allontanarsi la possibilità di un prossimo matrimonio con il giovane ufficiale William. Era consapevole del carattere possessivo del fidanzato, che era arrivato a scriverle senza remore che "avrebbe dovuto essere spremuta e strizzata" fino a divenire la moglie modello che lui si aspettava. Le prospettive di successo del futuro marito e l'accoglienza che le avrebbe riservato il bel mondo dell'arte e della cultura di Londra tuttavia la convinsero. Effie riteneva che insieme a John avrebbero formato una bella squadra e che avrebbe potuto essere di valido supporto per l'impacciato marito, aiutandolo a gestire le più disparate situazioni con tatto e diplomazia.
A Bowerswell inoltre la madre era a letto, interessata dall'ennesima gravidanza. Avrebbe dovuto continuare a gestire la casa e occuparsi dei bambini e dei loro raffreddori.
In più, cosa non secondaria, l'inarrestabile ascesa finanziaria del padre aveva subito un duro contraccolpo. A suo tempo egli aveva investito gran parte delle sue disponibilità finanziarie nelle ferrovia Amiens-Boulogne in Francia. Il fermento rivoluzionario in quel paese e la crisi economica accompagnata, nel 1848, dalla fuga del re dei francesi Luigi Filippo, trasformarono i suoi investimenti in carta straccia, ridimensionando, così, le sue ambizioni.
Ritenendo possibile appianare tutte le possibili complicazioni a nozze avvenute, la Gray si convinse, in definitiva, che il matrimonio con John Ruskin era un'occasione difficilmente ripetibile e quindi mise da parte ogni esitazione.

### I primi anni di matrimonio con John Ruskin

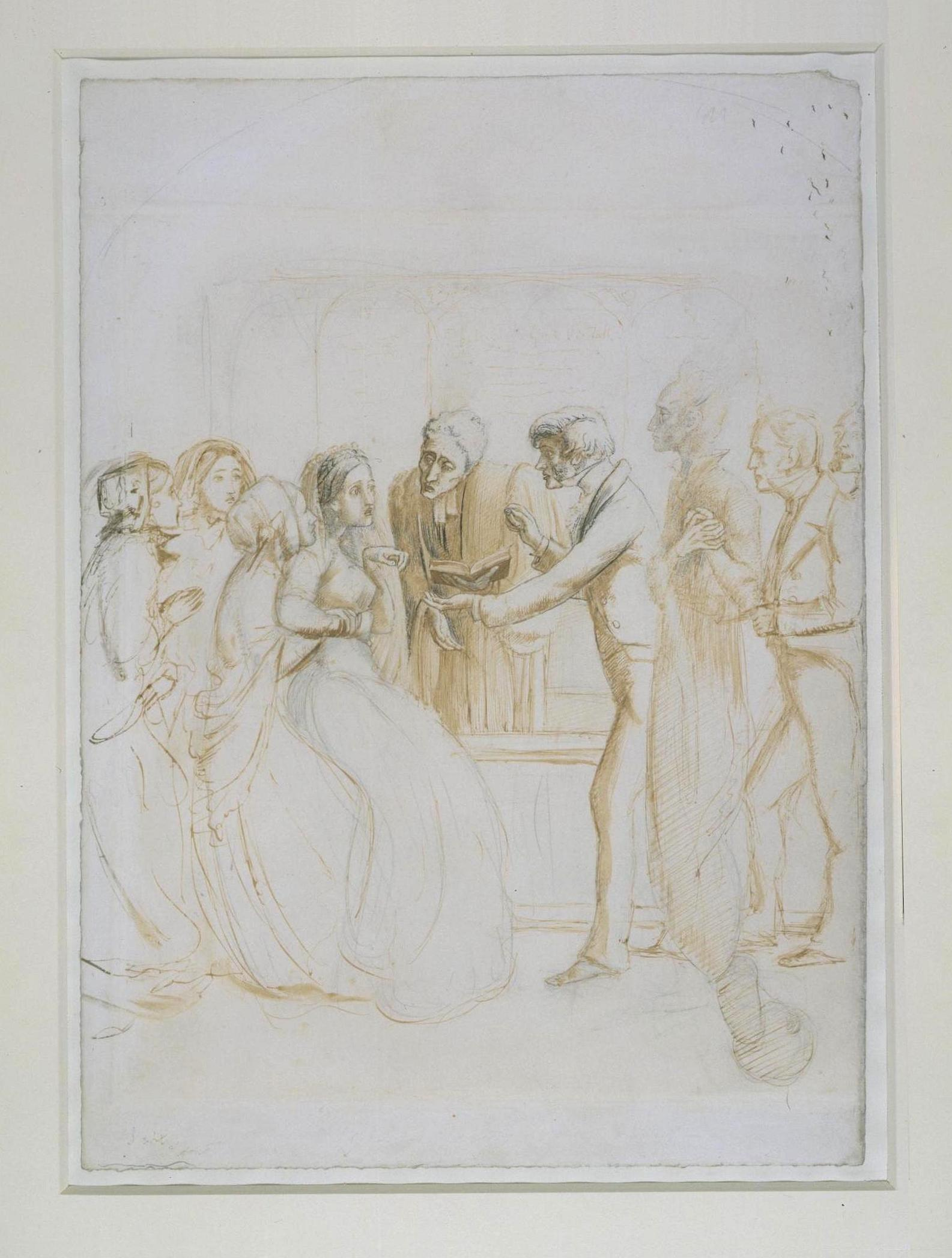
John Everett Millais, Un fantasma alla cerimonia di nozze, 1853. Londra, Victoria and Albert Museum.

#### La cerimonia
Le nozze vennero celebrate il 10 aprile 1848, a Bowerswell, nella residenza dei Gray che a suo tempo era già stata proprietà dei Ruskin. Questi la vendettero ai Gray negli anni venti, quando John James lasciò definitivamente la Scozia, per impiantare i suoi affari a Londra. Nella casa erano accaduti tragici e cruenti eventi luttuosi, tra cui il suicidio del nonno del giovane sposo nell'ottobre del 1817. Sembra sia stato questo il motivo per cui i Ruskin non vollero presenziare alla cerimonia.
La data fu anticipata rispetto ai tempi previsti per evitare che i moti insurrezionali che pervadevano l'Europa mettessero a rischio il viaggio di nozze. Ruskin voleva effettuare un tour sulle Alpi svizzere, al fine di far conoscere anche a Effie i luminosi paesaggi immortalati da J. W. Turner, suo pittore prediletto.

#### La crisi (1848-1849)
Il matrimonio non iniziò nel migliore dei modi. Per motivi inspiegabili la prima notte di nozze Ruskin non volle avere rapporti con la moglie. È stato ipotizzato che la concitata decisione della data nuziale non abbia tenuto conto del ciclo mestruale di Effie. Tuttavia anche dopo quell'occasione il matrimonio non fu mai consumato.
Nel primo periodo, comunque, nonostante questa grave anomalia l'unione sembrò funzionare. Le continue visite a mostre e ricevimenti a Londra rendevano scorrevole e piacevole la loro relazione. Solo la pesante presenza dei suoceri ostacolava la possibile evoluzione positiva del matrimonio.
Alla fine dell'estate del primo anno la salute di Effie ne risentì. Incominciò a soffrire per l'insonnia, per malesseri di vario genere e per la perdita di capelli, che i medici, ignari dell'effettiva situazione, attribuirono a disturbi nervosi. In questa situazione chiese soccorso alla madre che, giunta a Londra, dopo un breve periodo la portò con sé in Scozia. Rimase a casa con i suoi fino all'estate del 1849.
Il rapporto sembrava ormai compromesso. Invece, sebbene lontani, su suggerimento di Effie i due organizzarono un viaggio a Venezia. Ruskin avrebbe potuto portare avanti i suoi studi sull'architettura gotica ed Effie avrebbe potuto distrarsi nella cittadina lagunare, in compagnia della sua amica Charlotte chiamata ad accompagnarla.

#### Tra Londra e Venezia (1850-1851)

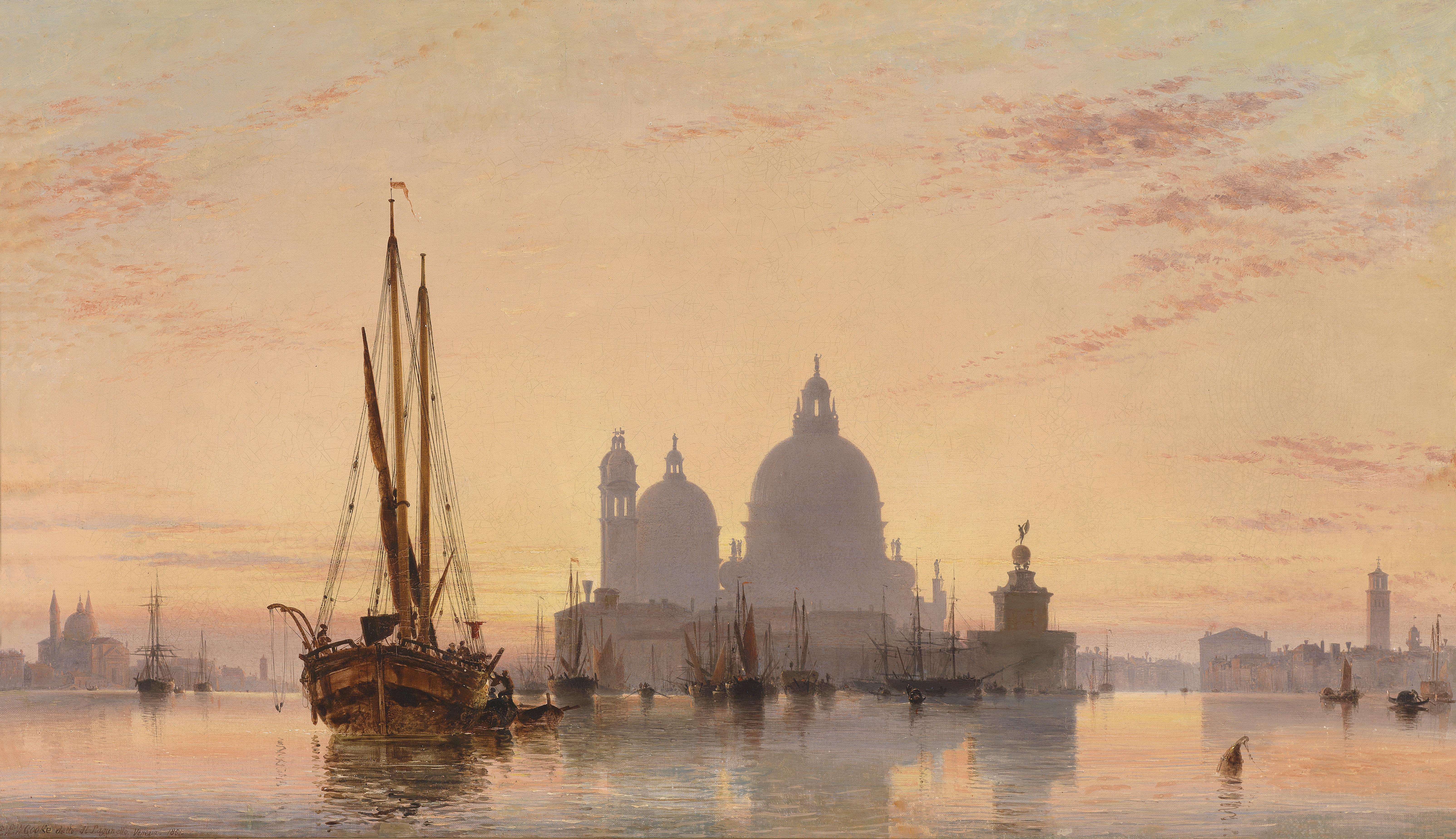
Edward William Cooke, Veduta della basilica di Santa Maria della Salute e della laguna di Venezia, 1851. Collezione privata.

Si fermarono nel lussuoso ed esclusivo hotel Danieli. Il soggiorno durò sei mesi fino al marzo del 1850 e le cose andarono nel migliore dei modi per entrambi. Anche se risultò evidente la profonda diversità che li caratterizzava, il soggiorno sembrò rinsaldare la loro unione.
John, come di consueto, si isolò completamente, assorbito dai suoi studi. Descrisse in modo particolareggiato la Ca' d'Oro e il Palazzo Ducale, poiché temeva che potessero essere distrutti dalle truppe austriache occupanti. Il risultato fu la stesura dell'opera Le pietre di Venezia, il cui primo volume fu poi pubblicato nel 1851. Effie insieme all'inseparabile amica Charlotte andava a concerti, teatri e balli. Eventi a cui, solo di rado, era partecipe il marito. Ognuno si dedicava alle proprie occupazioni e in questo modo erano felici: così, almeno, scriveva nelle sue lettere ai familiari.
Non senza preoccupazione da parte della madre e perplessità da parte di alcuni amici, come il fidato John Rawdon Brown, emerse dal folto numero di corteggiatori la figura romantica di un affascinante ufficiale austriaco, l'Oberleutnant (tenente) Karl Paulizza. Tra i due nacque una platonica infatuazione, sotto gli occhi dello stesso Ruskin, che non mostrò alcun disappunto.
La primavera del 1850 coincise con il rientro a Londra. Il suocero, già prima della sua partenza per Venezia, aveva acconsentito a prendere un elegante appartamento nel cuore della città a Park Street. L'iniziativa risultò vincente: la coppia dei Ruskin, in particolare Effie, iniziò una rapida ascesa sociale che fruttò la presentazione a corte, al cospetto della regina Vittoria.

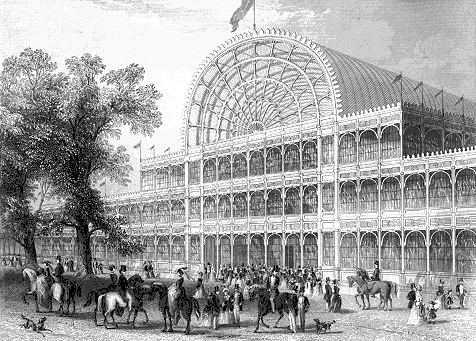
Il Crystal Palace. Esposizione universale del 1851. Immagine tratta da Tallis's history and description of the Crystal Palace, and the Exhibition of the World's Industry in 1851 di John Tallis.

Il salotto di Park Street si aprì alle migliori figure della cultura e dell'aristocrazia dell'epoca. Nel contempo ebbero modo di entrare in contatto, attraverso i numerosi inviti, con personalità di spicco: il presidente della Royal Academy, Sir Charles Eastlake; scrittori, come Thackeray e Dickens; personalità dell'aristocrazia, come Lady Constance Gertrude Sutherland, moglie del I duca di Westminster, Lord Wellington, Lady Charlemont; e infine personaggi della politica, come il futuro primo ministro William Gladstone. Tra le cene, i ricevimenti e le serate a teatro, Effie trovava il tempo, quasi ogni giorno, di farsi ammirare nella sua tenuta di amazzone a Rotten Row. In questo turbinio il marito e i suoceri, pur con sentimenti contrastanti, erano ben felici del successo di Effie, che avrebbe potuto portare solo benefici alla carriera di Ruskin. Tuttavia, l'indole solitaria di quest'ultimo lo portava a ritirarsi sempre più spesso a casa dei suoi, dove poteva immergersi indisturbato nei suoi studi. Così Ruskin finì con il diventare uno dei tanti ospiti della moglie nella casa di Park Street. Per Effie invece questo fu il periodo più luminoso della sua vita matrimoniale. Poté respirare l'aria di rinnovamento che pervadeva il XIX secolo, culminata con l'esposizione universale del maggio 1851. Nell'occasione il segretario di Stato Lord Glenelg e il famoso archeologo Charles Newton l'accompagnarono all'inaugurazione del Crystal Palace. Contemporaneamente i suoi ritratti, creati da illustri pittori, apparvero alla Royal Academy. Il suo successo sociale raggiunse in quel periodo la massima affermazione.
Tuttavia l'animo della Gray era inquieto, tormentato da insonnia ed emicrania. Il marito era completamente assente dalla sua vita, sempre più attratto dai suoi studi e dai suoi genitori. Ogni tentativo di avvicinamento risultò inutile. Ruskin non amava i bambini e, tra mille scuse, rimandava il perfezionamento della loro unione. Effie, pur circondata da lusso e da invidiabili amicizie, viveva in completa solitudine.
Nemmeno un secondo viaggio in Italia, nell'autunno del 1851, migliorò i loro rapporti. Anzi uno spiacevole incidente avvenuto nella loro residenza a Venezia gettò un'ombra sulla reputazione della giovane Gray, che invece continuava a essere irreprensibile. Durante il soggiorno, difatti, alla Gray furono rubati dei gioielli, probabilmente da parte di un ufficiale austriaco, che intratteneva rapporti amichevoli con i due coniugi. Nell'indagine che ne seguì, un gruppo di ufficiali si mise in contrasto con Ruskin fino a sfidarlo a duello. L'amico Rawdon Brown consigliò la coppia di lasciare Venezia, per non essere coinvolta in uno spiacevole scandalo. Ma l'episodio fu ripreso da diverse testate inglesi e i pettegolezzi sulla condotta della Gray dilagarono. Ruskin intanto rassicurava i suoi genitori, turbati dall'episodio, e schierato a fianco della moglie fece pubblicare dal Times un articolo chiarificatore, dove venivano illustrati i particolari della spiacevole vicenda. Egli aveva nei confronti della moglie un atteggiamento ambiguo. Nella corrispondenza con suo padre ammetteva di non avere quei riguardi, che un normale marito avrebbe dovuto avere per una moglie. Contemporaneamente rassicurava i genitori sul comportamento sobrio e prudente di Effie, nella quale riponeva la massima fiducia.

#### La solitudine (1852 - 1853)
La giovane coppia, inoltre, dipendeva economicamente, in tutto e per tutto, dal vecchio mister Ruskin. Questi, durante la loro assenza e all'insaputa della nuora, liquidò la casa di Park Street per prendere un altro appartamento, vicino alla sua residenza ma irrimediabilmente lontano dal centro e dalla buona società londinese.
Secondo i Ruskin tale soluzione avrebbe permesso alla coppia di essere più unita, evitando al figlio onerosi spostamenti per andare a trovare la moglie. Nonostante le promesse quest'ultima però si trovò ancora più sola, in quanto il marito riprese le vecchie abitudini, passando le sue giornate nel suo studio a casa dei genitori.
Privata della carrozza e confinata in periferia, Effie si preparava ad affrontare il periodo più buio del suo matrimonio. Come scriveva alla madre, unica sua consolazione nel suo nuovo e malinconico appartamento di Herne Hill, sarebbero stati i fiori coltivati nella piccola veranda.
I contrasti con i suoceri, oltretutto, salirono di tono. Il vecchio Ruskin si lamentava con i consuoceri dell'eccessiva prodigalità della nuora, tutta presa da vestiti e amenità. Anche con la suocera il rapporto era teso, visto che quest'ultima fu determinante nella scelta di isolare la nuora, escludendo con vigore la possibilità di convivere sotto lo stesso tetto, nella pur grande e accogliente residenza a Denmark Hill. Fatto increscioso era che nessuno sospettava l'incredibile situazione esistente tra i due coniugi. Solo nella primavera del 1853 si aprì uno spiraglio nel triste contesto nel quale si muoveva la giovane Gray: il marito le propose di fare da modella per un quadro. L'opera a cui si riferiva doveva essere realizzata da un suo giovane protetto, esponente di primo piano del movimento pittorico dei preraffaelliti: John Everett Millais.

### L'incontro con Everett Millais (1853)

#### The order of release

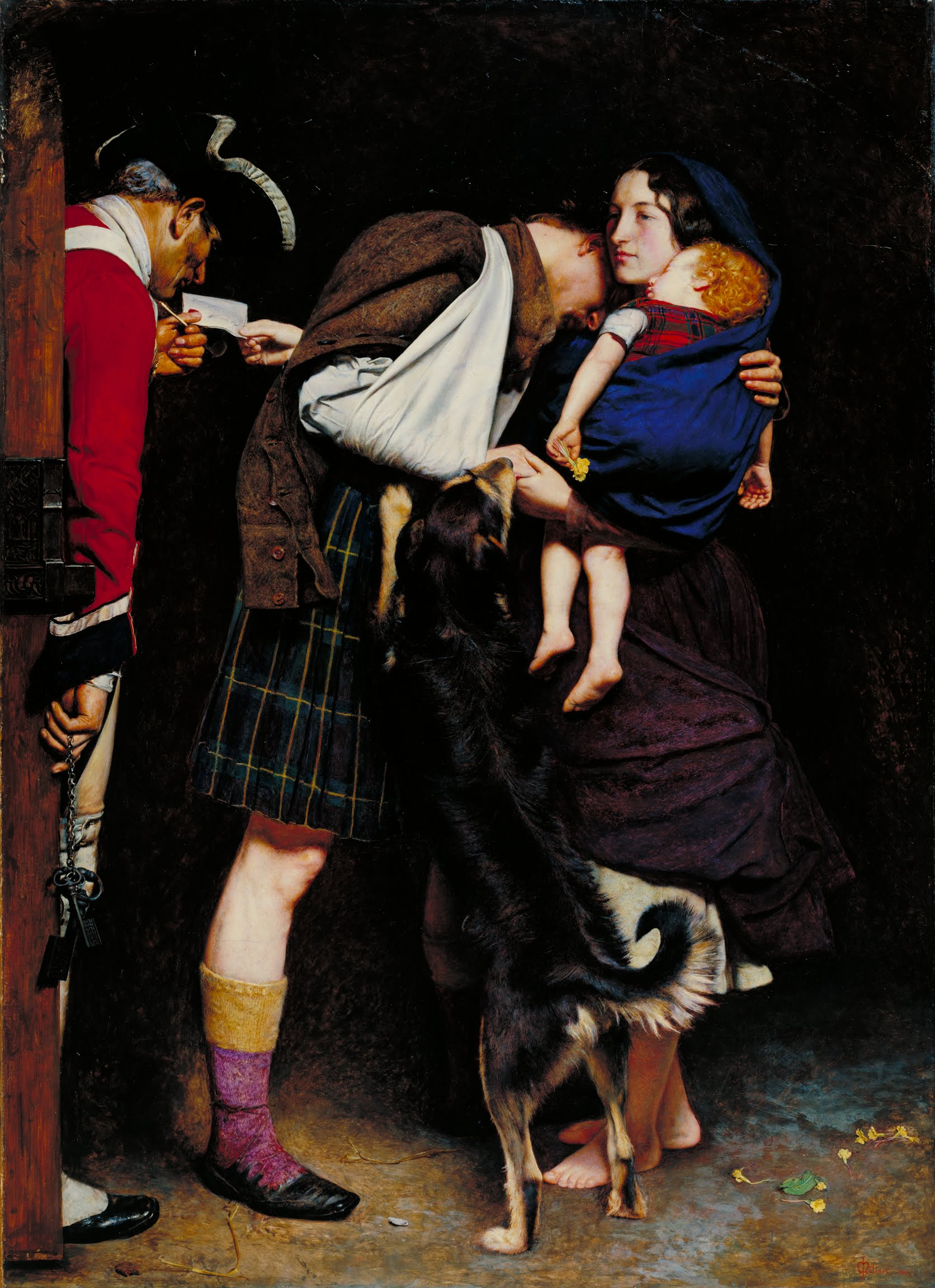
John Everett Millais, The order of release, 1853. Londra, Tate Britain.

Ruskin, seppur giovane, era ormai uno stimato e affermato critico d'arte e nutriva una profonda ammirazione per il movimento dei preraffaelliti. Veniva già salutato come colui che orientava le opinioni nella società vittoriana e, così, aveva imposto questa corrente pittorica, inizialmente accolta con freddezza nell'ambiente accademico. Millais stava lavorando alla sua opera The order of release (L'ordine di scarcerazione), che doveva rappresentare una donna scozzese in procinto di riaccogliere il marito, imprigionato dopo il fallimento dell'insurrezione giacobita del 1745. Non è noto come e a chi venne l'idea di prendere come modella Effie Gray, ma a Millais serviva, in linea con i principi preraffaelliti, il vigore e la risolutezza di una donna scozzese.
Ruskin preparò, per il suo protetto, uno studio improvvisato nell'appartamento di Herne Hill, dove il pittore avrebbe dipinto il volto di Effie, catturandone la forza espressiva. Nella primavera del 1853, i due trascorsero lunghe e intense giornate a lavorare al dipinto, mentre il marito non era quasi mai presente, assorbito dal suo lavoro nello studio di Denmark Hill. Pur rispettando i canoni di un'irreprensibile correttezza tra loro si insinuò una reciproca attrazione.
Il quadro, presentato alla Royal Academy, riscosse un enorme successo. Effie, suo malgrado, ritornò al centro delle cronache: l'unica sua colpa era quella di aver prestato, peraltro sollecitata dal marito, l'espressione del suo viso, così come l'aveva colta Millais. Il resto dell'opera era stato realizzato nello studio dell'artista, con l'utilizzo di altri modelli, ma i piedi nudi dell'eroina del dipinto furono oggetto di maliziose interpretazioni da parte dei detrattori della giovane Gray. A questi pettegolezzi si aggiunsero anche quelli del suocero. Fu in questo periodo che Effie iniziò a sospettare che in qualche modo tutta la famiglia volesse creare i presupposti per screditarla, dato che anche il marito assunse un atteggiamento indecifrabile.

#### La vacanza nelle Highlands
Pur in questa critica situazione Ruskin, che da tempo aveva progettato di farsi fare da Millais un ritratto, scelse come località dove cercare uno sfondo naturale, le Trossachs, catena montuosa nelle Highlands in Scozia. In questo modo sarebbe stato anche vicino a Edimburgo, dove aveva intenzione di tenere un ciclo di conferenze preparatorie all'uscita del secondo volume delle Pietre di Venezia.

Brig o' Turk, Trossachs (Scozia), circa 1890-1900.
Immagine disponibile nella Divisione Stampe e Fotografie della Library of Congress, Washington D.C.

All'inizio dell'estate del 1853 i tre si fermarono in un piccolo cottage isolato, preso in affitto a Brig o' Turk. Quello era il luogo ideale per il ritratto. Nei momenti liberi Millais si sarebbe potuto dedicare alla pesca, Ruskin attendere alle ultime rifiniture del suo libro ed Effie avrebbe potuto godere della natura della sua, sempre amata, Scozia.
Le cattive condizioni del clima mutarono i piani prestabiliti e i tempi necessari per la realizzazione del ritratto si allungarono in modo imprevisto. Le forti piogge costrinsero i tre a una stretta convivenza nell'angusto cottage. L'ambiente si riduceva a un grosso stanzone e a due ripostigli dove dormivano rispettivamente Effie e Millais. Ruskin si era adattato a dormire su un divano ed era talmente impegnato nella stesura del complesso indice analitico della sua opera, da non subire gli influssi negativi del maltempo. La situazione era diversa per gli altri. Millais per ingannare il tempo finì per fare una miriade di disegni e bozzetti del volto di Effie. Le insegnava a disegnare e insieme diventarono sempre più intimi. Quando il tempo lo permetteva e l'artista non era impegnato con il ritratto, i due giovani facevano lunghe passeggiate, nell'apparente indifferenza di Ruskin. Così finirono per innamorarsi. Probabilmente fu allora o durante il periodo delle conferenze di Ruskin a Edimburgo che la giovane sposa decise di svelare a Millais il segreto in cui era confinato il suo matrimonio.
Alla signora Gray, anche lei presente alle conferenze di Ruskin, non sfuggì l'intesa nata tra i due. Turbata, subito dopo, invitò risolutamente Effie a interrompere ogni corrispondenza con Millais e al giovane intimò di evitare qualsiasi contatto con la figlia.
Millais, quando apprese dalla signora Gray che Effie aveva scoperto un taccuino dove Ruskin annotava tutti i comportamenti della moglie, comprese che l'inusuale e silenziosa indifferenza di Ruskin avrebbe potuto essere usata per insidiare la reputazione di entrambi.
Egli era da poco divenuto membro della Royal Academy. Una sola parola dell'acclamato critico John Ruskin poteva rovinarlo. Tuttavia, preoccupato, consigliò alla signora Gray di mandare la giovane sorellina Sophie a confortare Effie, poiché riteneva fosse in grave pericolo, vittima di Ruskin e della sua famiglia.

### La fuga (1854)

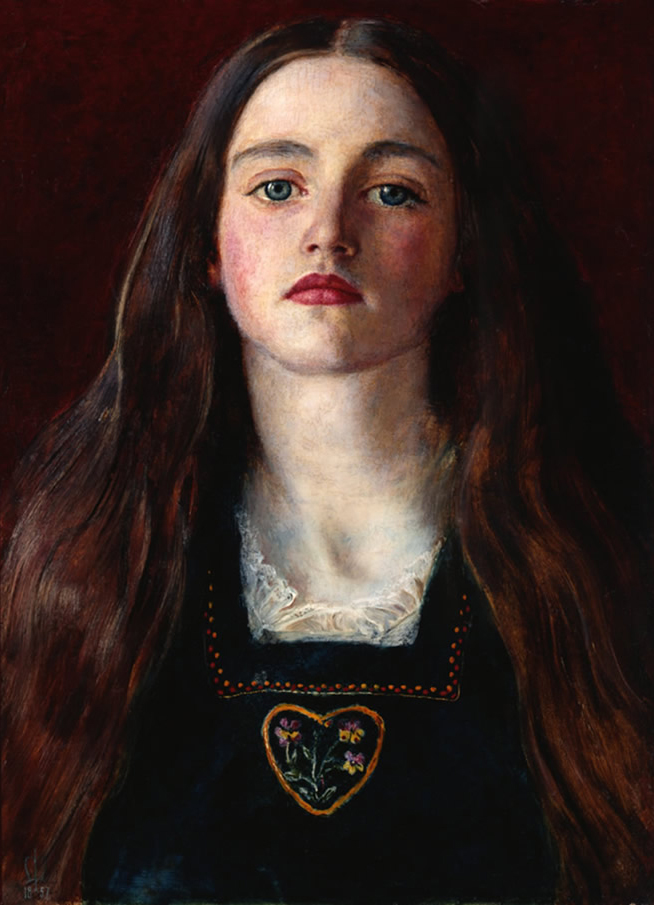
John Everett Millais, Ritratto di Sophie Gray, 1857. Collezione privata.

L'arrivo di Sophie a Herne Hill fu risolutivo per la giovane Effie Gray, che era caduta in profonda depressione. L'insonnia ormai cronica, le emicranie, il precario stato di salute, a cui si aggiunse un deprecabile tic nervoso all'occhio, la facevano vivere in profondo isolamento.
Aveva notizie di Millais attraverso la corrispondenza con la madre che a sua volta incrociava una relazione epistolare parallela con il giovane artista. Inoltre Millais continuava a intrattenere rapporti regolari con Ruskin, in quanto era ancora impegnato alla stesura del suo dipinto.
Gli fu accordato anche di eseguire un ritratto della sorellina Gray, che quotidianamente si recava nello studio dell'artista. La piccola Sophie si trovava anche al centro delle attenzioni della signora Ruskin, alla quale non dispiaceva avere per casa la graziosa bambina.
Così Sophie sì trovò a essere il collettore di tutti i pensieri e i discorsi che ruotavano intorno a Effie. Mentre quest'ultima aveva piacere di ricevere notizie di Millais, nello stesso tempo apprendeva incredula le maldicenze che la signora Ruskin faceva sulla signora Gray e la sua famiglia. Nel contempo anche John Ruskin si confidava con la piccola Sophie, mettendola al corrente delle presunte colpe della sorella maggiore. La rese partecipe anche dei sospetti sulla presunta relazione della sorella con Millais e delle sue intenzioni di adottare un atteggiamento molto più duro nei confronti dell'ingrata moglie.
Effie, oltretutto, percepiva chiaramente che i Ruskin, non riuscendo a farla cadere in fallo, perseguivano una pista ancora più ambigua. Coalizzati tra di loro, volevano avvalorare la tesi di una sua presunta instabilità mentale.
Fu a questo punto che Effie decise di giocare di anticipo, sfruttando le amicizie che le erano rimaste.
La signora Eastlake, moglie del presidente della Royal Academy, aveva, fin dagli inizi del suo soggiorno a Londra, preso in simpatia la giovane consorte di Ruskin, restando ammirata dall'irresistibile ascesa sociale che l'aveva accompagnata. In occasione di una visita a Herne Hill, apprese da Effie la difficile situazione nella quale si dibatteva. Percepiva dalle parole di Effie il lato più scabroso della vicenda, e alla fine seppe dalla giovane amica come il matrimonio non fosse stato mai consumato.
Essendo cresciuta in una famiglia di medici – sia il padre sia il fratello erano chirurghi ostetrici –, capì subito quale era la strada da intraprendere, ma mise in guardia la Gray sulle enormi difficoltà che si sarebbero interposte.
Effie decise in modo risoluto di prendere l'iniziativa. In una lettera ai genitori, svelò loro il segreto e l'angoscia che l'avevano tenuta prigioniera per sei anni.
La fuga fu organizzata e in poche settimane tutti i preparativi che dovevano servire alla successiva causa di separazione furono approntati. Con la scusa di accompagnare la piccola Sophie, Effie prese il treno per Bowerswell e il 25 aprile 1854 lasciò definitivamente i Ruskin. Depose l'anello nuziale in una busta. Alla stazione successiva il padre, che era ad attenderla, prese in consegna l'anello da recapitare ai Ruskin e alcune lettere con le quali Effie informava gli amici più cari e influenti dell'accaduto.

### La separazione
La separazione, tenuto conto della visibilità dei personaggi, suscitò grande scalpore nei salotti del tempo. L'opinione pubblica si divise ora a favore dell'uno, ora a favore dell'altro coniuge. Il procedimento giudiziario fu tuttavia tenuto a porte chiuse e tutti i particolari relativi furono resi noti solo in tempi successivi. Effie Gray dovette sottoporsi a sgradevoli visite mediche, che avrebbero dovuto provare la sua verginità.

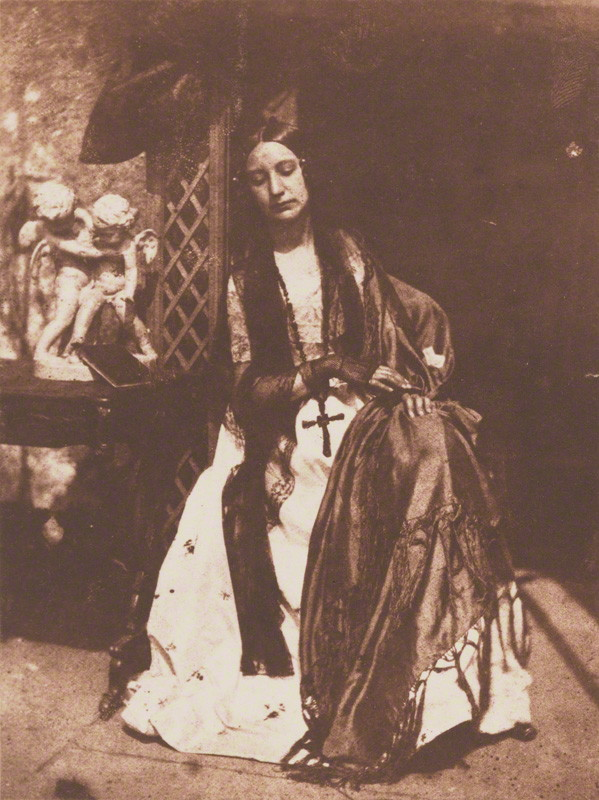
David Octavius Hill, ritratto di Lady Elizabeth Eastlake, 1845. Londra, National Portrait Gallery.

Tutte le illazioni e congetture che seguirono furono originate dalla corrispondenza intrattenuta con gli avvocati, gli amici e i parenti, dalla quale emerge chiaramente che entrambi i contendenti avevano un carattere complesso e spigoloso. La stessa Effie non fu considerata esente da colpe nell'atteggiamento tenuto nei confronti del marito e dei suoceri.
A John Ruskin va riconosciuta, nonostante i timori della giovane Gray, un'estrema correttezza. I suoi legali avevano consigliato una linea di difesa infamante nei confronti della moglie, sostenendo che la sua fosse una verginità impura. Linea alla quale egli si oppose, essendo suo desiderio che la pratica procedesse con minor "impaccio possibile".
Da parte sua aveva preparato un documento che però non volle presentare al tribunale ecclesiastico. Dallo stesso emergeva che era stato stipulato un patto, subito dopo il matrimonio, in cui si prevedeva che lo stesso non sarebbe stato consumato fino a che la moglie non avesse avuto venticinque anni. Questo per non compromettere la sua delicata salute durante la luna di miele e non intralciare, nei tempi successivi, i numerosi viaggi che avevano intenzione di fare. Fu la Gray, secondo il documento, che rifiutò qualsiasi contatto anche dopo il compimento del venticinquesimo anno d'età. Tali argomentazioni risultarono, però, in contraddizione con le dichiarazioni rilasciate al suo avvocato che parlavano di motivi religiosi oltre a uno stato d'ansia della moglie, causato dalle difficili condizioni economiche in cui versava la sua famiglia. Ruskin soprattutto riferì:
(Lutyens, M., Millais and the Ruskins, p. 191. Londra - 1967)
La ragione del disgusto di Ruskin con riguardo ad "alcuni dettagli della sua persona" è sconosciuta. Varie ipotesi sono state fatte, tra cui repulsione per i peli del pube o per il sangue mestruale. Robert Brownell, tuttavia, nella sua analisi sui disagi del matrimonio, sostiene che le difficoltà di Ruskin, in questo matrimonio, fossero riconducibili ad aspetti economici, legati al timore che Effie Gray e la sua famiglia, meno abbiente, cercassero, in qualche modo, di attingere alle notevoli disponibilità finanziarie di Ruskin.
Effie Gray e la sua famiglia invece portarono avanti una linea tesa a stigmatizzare gli anomali comportamenti del marito.
Il fratello George, che intratteneva una regolare corrispondenza con la sorella, sostenne che il cognato incoraggiasse deliberatamente amicizie che potessero compromettere la reputazione di quest'ultima, alla ricerca di scuse e ragioni per potersene separare.
Da parte sua la giovane Gray sosteneva che era il marito a rimandare costantemente la consumazione del matrimonio. Le ragioni di tale comportamento non sono chiare, ma sembra siano riconducibili a qualche ripugnanza che Ruskin aveva per le fattezze del corpo della moglie. Più tardi ella scriveva al padre:
(Mohr M., Holy Shift: A Brief History of Swearing, p. 187, New York, 2013)
La corte ecclesiastica, dopo poco più di due mesi e mezzo dalla separazione, il 15 luglio 1854 si espresse contro di lui e il matrimonio fu dichiarato nullo, con la motivazione che "John Ruskin era incapace di consumare il suddetto matrimonio a causa di un'impotenza incurabile".
Tutti questi avvenimenti segnarono la coppia profondamente. Sebbene entrambi sollevati per la chiusura della triste esperienza, si portarono dietro gli spiacevoli postumi della vicenda. Le maldicenze e i pettegolezzi travisarono in molti casi la realtà. La Gray ebbe la spiacevole sensazione di essere considerata più alla stregua di una divorziata, condizione disdicevole al tempo, che non effettivamente vittima di un matrimonio non consumato, considerato nullo dalla stessa Chiesa anglicana. Inoltre la sua salute ne risentì a lungo e ci volle del tempo per il suo recupero. Ruskin dovette subire l'onta dell'accertata impotenza, che condizionò il suo futuro. Avrebbe voluto risposarsi con una giovane di cui si era invaghito quando era ancora bambina: Rose La Touche. Quando la ragazza giunse in età matrimoniale, però, i suoi genitori, visti gli incresciosi precedenti, vollero informarsi con la Gray, che non fu certo benevola nei confronti dell'ex marito. Di fatto il fidanzamento fu sciolto e Ruskin si rassegnò a una vita da scapolo.
I due non si rincontrarono mai più, a eccezione di una volta, nel 1861, in cui Effie Gray, dopo sei anni, volle prendersi una rivincita pubblica. All'epoca entrambi avevano ricostruito le loro vite: John Ruskin aveva ripreso quota e le sue conferenze erano avvenimenti mondani nei quali si avvicendavano i migliori nomi della società. In uno di questi, tenuti alla Royal Institution, l'ex moglie si presentò a evento iniziato e attraversando tutta la platea andò a occupare il suo posto in prima fila. La sua presenza, insieme al suo persistente sguardo, mandò in confusione l'accreditato critico, che fu costretto a interrompere la conferenza e ad allontanarsi dal palco. Tale episodio fu aspramente criticato e lo scontro di opinioni si radicalizzò ulteriormente. La vita di lei, comunque aveva preso un'altra strada, e si apprestava a condividere i successi sociali e artistici del nuovo marito.

### La vita con John Everett Millais

#### A Bowerswell (1855-1861)
Effie Gray e John Everett Millais si sposarono a Bowerswell nel 1855 e l'artista si trasferì in Scozia. Si stabilirono ad Annat Lodge, in una residenza adiacente alla tenuta dei genitori.

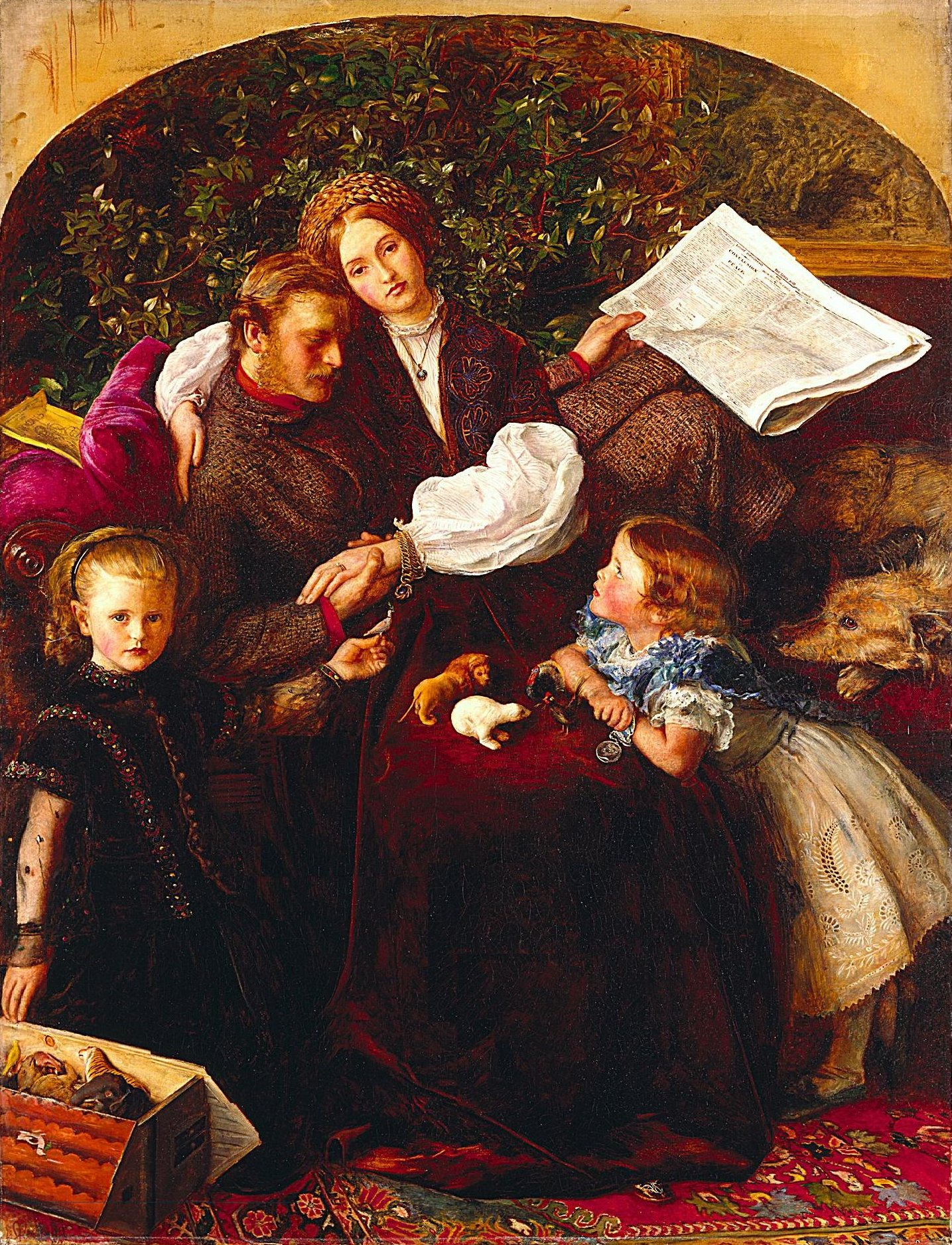
John Everett Millais, Peace Concluded, 1856. Minneapolis, Minneapolis Institute of Art.

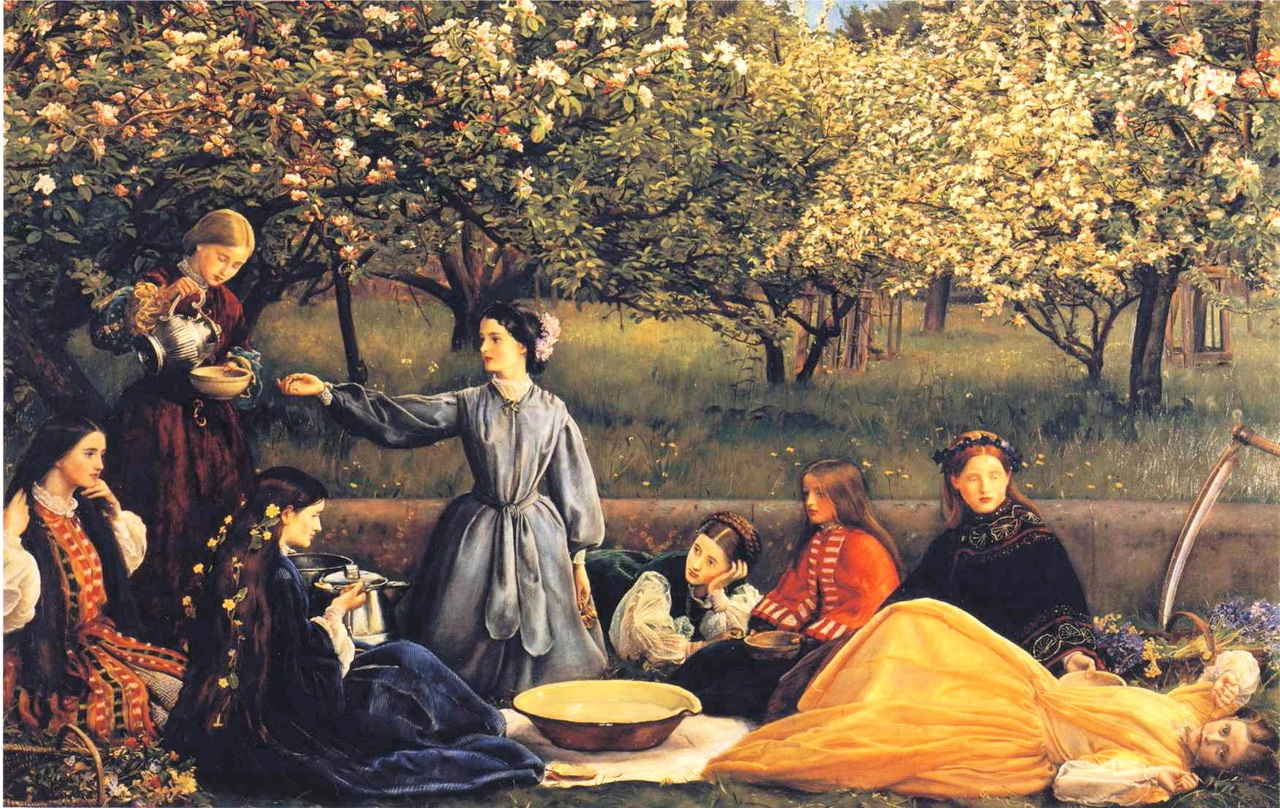
John Everett Millais, Primavera o Fiori di melo, 1858. Port Sunlight, Lady Lever Art Gallery.

Dopo un primo periodo di completa spensieratezza giunse la prima gravidanza di Effie e i doveri di padre di famiglia portarono Everett a riprendere il suo lavoro, dando inizio a un nuovo ciclo di dipinti. Lontano da Londra pose mano ad alcune opere come La ragazza cieca, L'enfant du regiment, Le foglie d'autunno e soprattutto La pace è conclusa. L'artista cominciò progressivamente a superare la puntigliosa insicurezza del primo preraffaellismo, pur conservandone gli elementi essenziali. Nel contempo la moglie dimostrò di essere un'ottima collaboratrice che, ascoltando le sue idee e aspettative, riusciva a procuragli oggetti e soggetti per i dipinti ottenendoli per di più a prezzi irrisori da perfetta e parsimoniosa amministratrice, quale dimostrò di essere anche in seguito.
La pace è conclusa è un dipinto che mostra un ufficiale britannico ferito mentre legge sul Times della fine della guerra di Crimea. La moglie (Effie Gray) appare come icona di bellezza e fertilità al centro del contesto familiare. Presso la Royal Academy, il dipinto fu oggetto di opinioni contrastanti, ma ebbe l'appoggio totale di John Ruskin, che lo considerò "tra i migliori capolavori del mondo", facendone risaltare notevolmente il valore. Fu venduto ancor prima dell'inizio della mostra per il ragguardevole prezzo di 900 ghinee. Anche La ragazza cieca fu immediatamente venduto, quindi i problemi economici furono subito fugati. La stampa e il pubblico tuttavia infierirono su Millais e la sensazione fu quella che volessero colpirlo per le vicende legate al cosiddetto scandalo del suo matrimonio. Lo accusavano inoltre di aver rinunciato ai principi preraffaelliti per motivi esclusivamente economici.
Negli anni che seguirono la famiglia aumentò e nel 1860 la coppia aveva già quattro figli: Everett junior (1856), George (1857), Effie (1858) e Maria (1859). Mentre Effie era inevitabilmente assorbita dal suo ruolo di madre, Everett diversificò la sua attività dedicandosi ad acqueforti e acquarelli, dai quali riusciva a ricavare una rendita di 500 sterline all'anno. Doveva tuttavia assentarsi per lunghi periodi e rimanere a Londra, residenza dei suoi mecenati e amici della Royal Academy, senza la stima e l'aiuto dei quali rischiava di rimanere tagliato fuori dalle correnti culturali della capitale.
Effie da parte sua, nella sua vita tutta dedicata alla famiglia, incoraggiata dal marito aveva anche lei iniziato a dipingere, ma un grave disturbo agli occhi che ne compromise la capacità visiva la costrinse a desistere. Sebbene in misura discontinua, questo problema continuò ad affliggerla per tutta la vita.
Ma oltre a questi problemi Effie cominciò a preoccuparsi della carriera del marito. Il dipinto Sir Isumbras al guado, opera in cui Millais tentava di superare i rigidi schemi preraffaelliti, fu attaccato violentemente dalla critica. In prima fila John Ruskin lo giudicò una catastrofe.
La Gray comprese che era indispensabile rientrare a Londra e riprendere il proprio ruolo nella vita sociale, anche se tale eventualità avrebbe comportato un inevitabile sacrificio, dovendo rinunciare alle cure e all'assistenza che fino ad allora aveva ricevuto dalla famiglia.

#### A Londra (1861-1897)

##### L'influenza su Millais

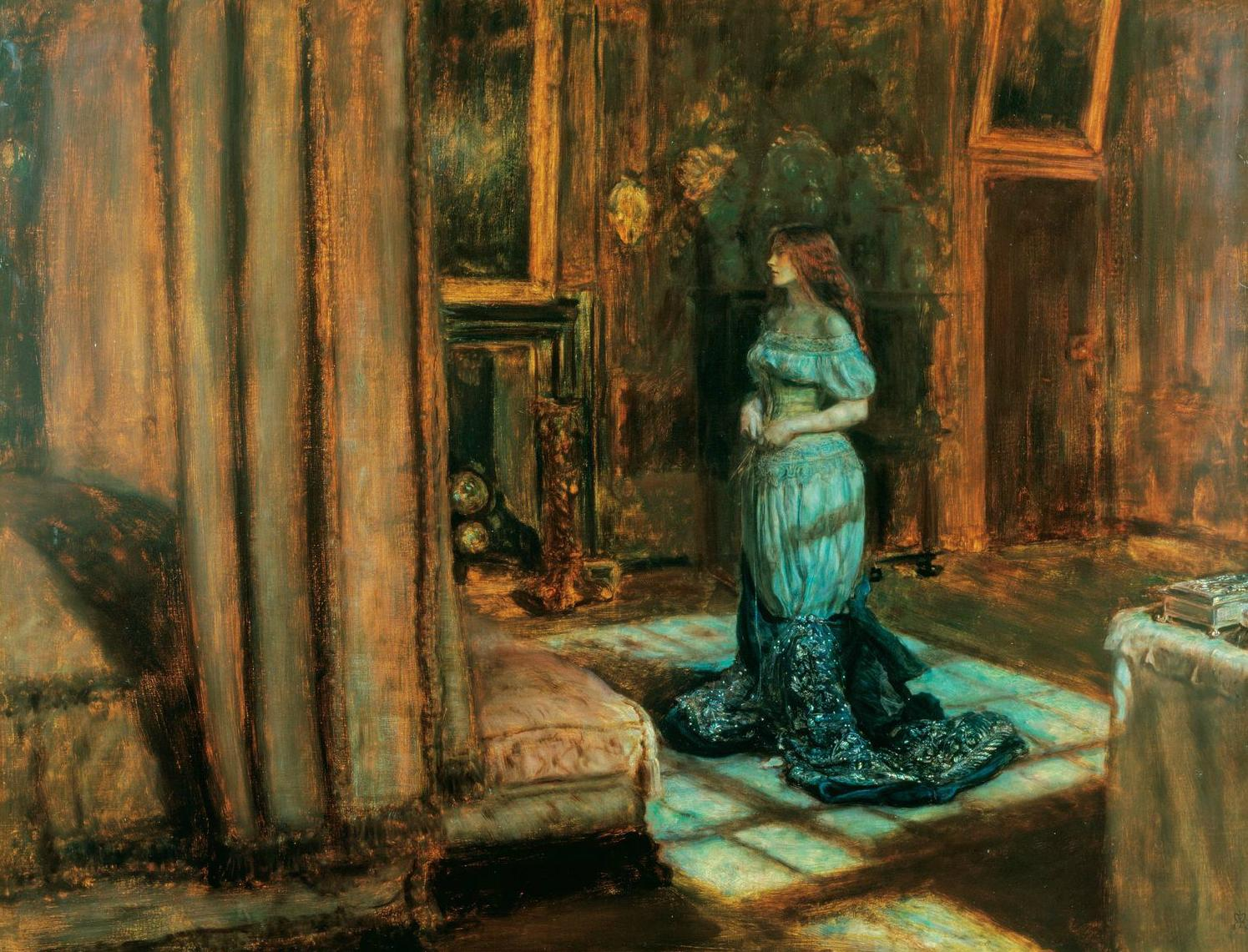
John Everett Millais, La vigilia di sant'Agnese, 1863. Londra, Victoria and Albert Museum.

Il periodo trascorso ad Annat Lodge nel Perthshire operò una lenta evoluzione nella personalità artistica di Millais che, alla fine, abbandonò l'ossessione preraffaellita dei dettagli, iniziando a dipingere in uno stile più sciolto. La figura di Effie, le sue giovani sorelle Sophie e Alice, che erano state usate come soggetti dei suoi quadri, Foglie d'Autunno e Fiori di melo, accompagnate dalla nascita dei figli, furono tutti elementi catalizzatori della sua trasformazione che, in una visione più matura della vita, lo portarono ad acquisire la consapevolezza della fugacità delle cose.
In tempi successivi i suoi detrattori attribuirono questo mutamento all'influenza ritenuta deprecabile della moglie che lo incoraggiava a sfornare opere popolari, a solo scopo di lucro teso ad acquisire una posizione sociale sempre più ambiziosa. Tuttavia non vi è alcuna prova che lei, consapevolmente, lo abbia spinto in tal senso, anche se le sue fini strategie manageriali ne influenzarono indubbiamente la carriera. Spesso, infatti, collaborava con lui, nell'amministrazione, nella scelta degli abiti di scena e dei modelli. Nelle relazioni sociali promuoveva l'attività del marito presso gli amici più facoltosi, al fine di renderli protagonisti di altrettanti remunerativi ritratti.
Il Cornhill Magazine, tuttavia, sottolineò l'alta considerazione che ella aveva per l'arte del marito e, d'altra parte, lo stile preraffaellita continuò a essere ben visibile nelle sue opere, anche diversi anni dopo il loro matrimonio.
Fu invece durante il suo soggiorno londinese che l'artista prese coscienza della nuova fase della sua creatività. Fu ancora Effie a essere interprete dell'opera più significativa di questo cambiamento: The Eve of St. Agnes (La vigilia di Sant'Agnese). Il dipinto, ispirato dalla poesia di John Keats, fu realizzato in una grande stanza da letto, illuminata dagli incerti raggi della luna in una grande residenza giacobita: Knole House, a Sevenoaks, nel Kent. Millais, nel complesso, fu soddisfatto del risultato, ma al suo ritorno a Londra preferì sostituire il lineamenti del viso di Effie con quelli di un'altra modella. L'opera, che fu accolta dalla critica in tono dimesso, trovò invece un immediato acquirente nel ricchissimo armatore di Liverpool Frederick Richards Leyland, che rimase affascinato dalla poesia e dall'atmosfera eterea del quadro. Inconsapevolmente Effie, posando in quelle fredde notti al chiaro di luna, rappresentò il punto di non ritorno nel difficile passaggio dal preraffaellismo all'estetismo di Millais.
Il quadro fa parte della collezione privata della scomparsa regina Elisabetta II.
Da allora in poi Effie Gray non fu più utilizzata come modella dal marito. I tratti della famiglia, tuttavia, continuarono a ricorrere nelle numerose opere dedicate all'infanzia con l'utilizzo frequente di figli e nipoti.

##### Cromwell Place (1861-1877)

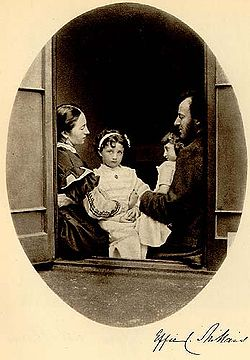
Lewis Carroll, Ritratto della famiglia Millais, 1865.

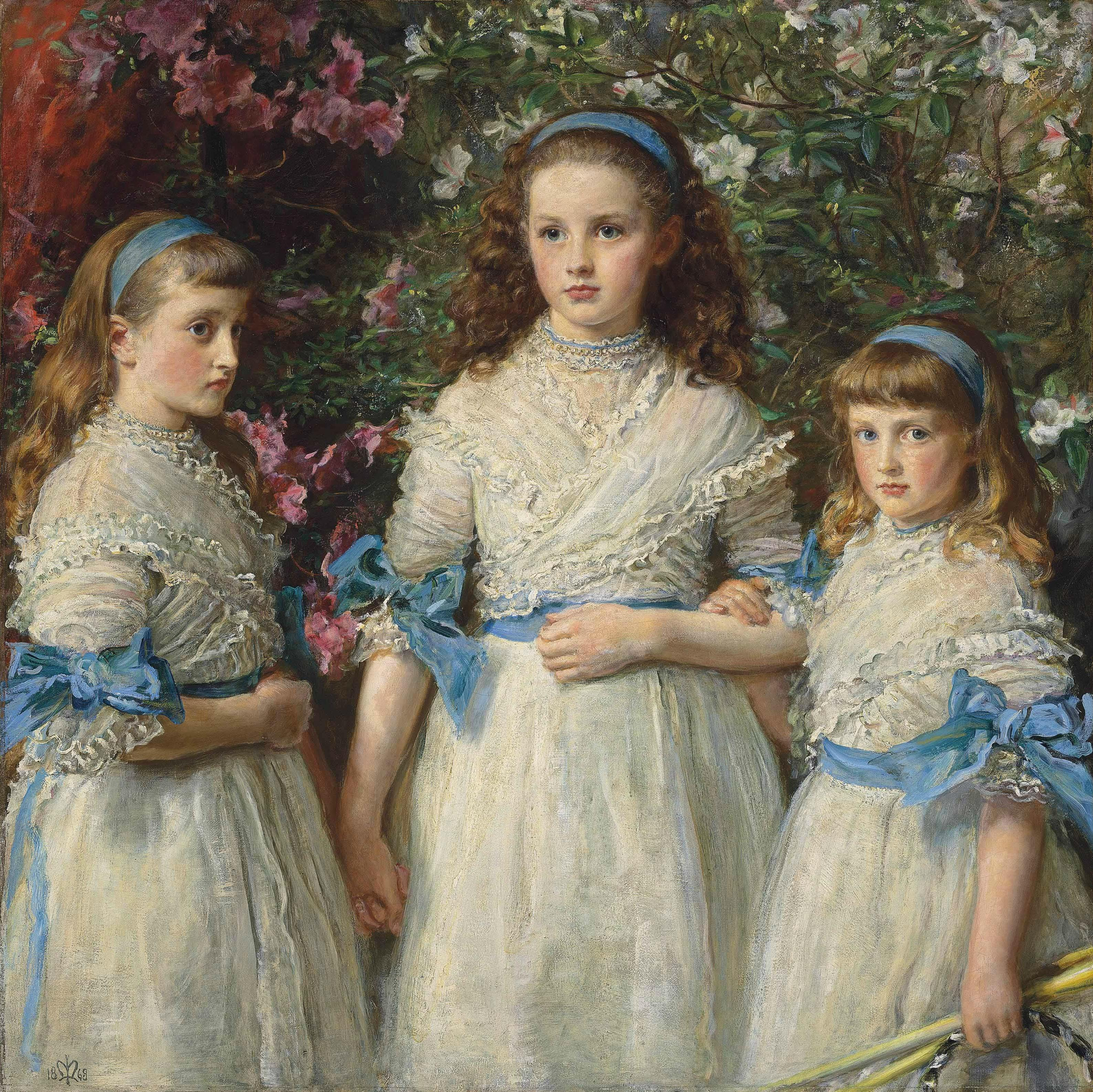
John Everett Millais, Sorelle, 1868. Collezione privata.

Nel 1861 i coniugi Millais con i primogeniti si stabilirono a Londra al numero 7 di Cromwell Road. Nacquero altri quattro figli, Alice (Carrie) nel 1862, Geoffroy nel 1863, John Guille nel 1865, che divenne il biografo del padre e infine Sophie nel 1868.
Effie riprese anche a viaggiare in Europa recandosi nei luoghi dei suoi sogni giovanili, inizialmente con il marito e poi con i suoi figli maggiori.
La scelta di tornare a Londra risultò vincente per entrambi i coniugi, che ripresero con vigore le loro relazioni sociali. Millais poteva dedicarsi al suo lavoro nell'ampio studio professionale che aveva realizzato nella nuova residenza, tenendo sempre vivi i contatti con la Royal Academy, mentre Effie poteva curare, mediante inviti e ricevimenti, la figura pubblica del marito, essendo ancora numerose le persone influenti sulle quali poteva contare. La sua casa non rappresentava solo la residenza di uno dei pittori più stimati dell'epoca, ma era considerata un crocevia di eventi culturali e divenne meta ambita di personalità e persone famose, amici, artisti e musicisti.
L'amicizia del violinista John Ella le permise di tenersi sempre aggiornata sulla musica degli artisti contemporanei. Gli invitati potevano alle volte trovarsi riuniti intorno al pianoforte durante l'esibizione del carismatico Anton Grigorevič Rubinštejn, che più volte fu loro ospite.
La sua reputazione tuttavia restava segnata dalla vicenda della sua separazione che le impediva di essere ricevuta a corte. La società del tempo additava la Gray come la moglie di due uomini. Questa circostanza era stata prevista da Lady Eastlake, che all'epoca della separazione era intervenuta presso Lady Charlemont, la madrina di Effie alla presentazione a Corte del 1850, perché spiegasse alla regina Vittoria i particolari della vicenda, che erano stati stravolti dalle chiacchiere e dai pettegolezzi. Lady Charlemont tuttavia non ebbe il coraggio di intrattenere la regina su particolari così scabrosi, quali la virilità di Ruskin e la mancata consumazione del matrimonio. La situazione non fu mai affrontata ed Effie Gray ebbe la sgradevole sensazione che la decisione della regina fosse viziata da un deprecabile equivoco.
Nel 1874 i Millais, consapevoli che il successo chiama il successo, decisero di acquistare, per la considerevole cifra di 8 400 sterline, un lotto di terreno a Kensington per costruire la loro nuova casa, Palace Gate: una grande dimora, in cui avrebbero potuto inserire ampie sale per i ricevimenti e uno studio imponente.
(Suzanne Fagence Cooper, Effie. Storia di uno scandalo, pp. 194-195. Milano, Neri Pozza Editore, 2015)

##### Palace Gate (1877-1897)
La vita di Effie Gray continuò nella prestigiosa residenza al n. 2 di Palace Gate, che rappresentava il frutto di tutto l'impegno della sua vita. Il grandioso studio, le ampie sale, tutta la casa era stata costruita per essere lo specchio in cui riflettere l'imponente produzione artistica di Everett Millais.
La festa d'inaugurazione fu grandiosa e come padrona di casa dimostrò tutti i risvolti del suo talento. Il ricevimento, nella società londinese, rimase come uno degli eventi da ricordare. Sotto il suo tetto passarono nomi illustri come Richard Wagner, Oscar Wilde, il direttore d'orchestra Charles Hallé, la stessa figlia della regina, la principessa Luisa e personaggi di prestigio come lo scrittore Anthony Trollope o lord Edward Wharncliffe.

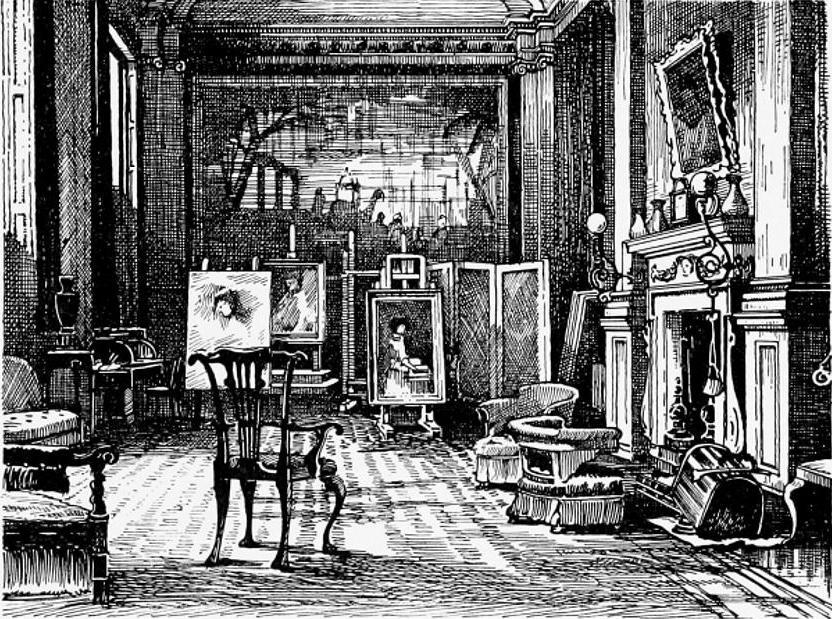
Lo studio di Millais in Palace Gate, 1877 (disegno pubblicato sul settimanale illustrato The Graphic)

Nello stesso tempo i loro inviti venivano ricambiati in residenze di prestigio come quella grandiosa di Cliveden del duca di Westminster e della moglie Lady Constance Sutherland. Potevano contare sugli inviti del primo ministro Gladstone sia a Downing Street, sia nel castello di Hawarden.
Nella primavera del 1883 la soirée per l'inaugurazione della stagione alla Royal Academy si tenne al n. 2 di Palace Gate.
Mrs. Millais sopportava di buon grado l'esclusione dal cerimoniale di corte, in quanto le sue relazioni sociali si erano svolte fino ad allora in modo regolare e gli stessi principi di Galles, Edoardo e Alessandra, non avevano alcuna remora a farsi vedere in pubblico in sua compagnia.
Tuttavia, a causa dei trascorsi della sua precedente esperienza coniugale non sempre poteva contare sulla certezza del suo status. Fu in occasione di un invito a un ricevimento nella residenza della duchessa di Sutherland che tali limitazioni si manifestarono in tutta la loro crudezza. La presenza della regina Vittoria all'evento rese necessario, da parte del lord ciambellano, un attento vaglio della lista degli invitati. Lista dalla quale fu esclusa Effie Gray che, con grave imbarazzo della duchessa, fu immediatamente informata.
Le successive iniziative, prese dalla stessa duchessa e dal principe Edoardo in persona, non riuscirono a far recedere la regina dalla sua decisione. Mrs. Millais, secondo i rigidi canoni del puritanesimo vittoriano, continuava a essere considerata un'adultera e la separazione anche se provocata da un matrimonio non consumato, continuava a essere considerato un atto deprecabile.
Solo i continui successi del marito riuscivano ad alleviare le frustrazioni della Gray. Oltre all'affermazione economica, giunsero per John Everett Millais i riconoscimenti artistici. La vecchia polemica legata all'abbandono della Confraternita dei preraffaelliti, era andata lentamente esaurendosi. Nel 1885 fu nominato baronetto per i suoi meriti di pittore e per il suo grande impegno all'interno della Royal Academy.

#### La riabilitazione e la morte
Da parte sua, Effie Gray, agli inizi degli anni novanta del XIX secolo era invecchiata precocemente. Frustrata da vari lutti e disgrazie avvenuti in famiglia, lei stessa aveva quasi completamente perso la vista. Oltre a non poter più aiutare il marito nell'amministrazione della casa e nel lavoro, non era neanche più in grado di ammirare i suoi quadri.
Millais, anche lui stanco e invecchiato, era afflitto da un male inguaribile alla gola. Tuttavia fino alla fine continuò a lavorare e nel 1896 ebbe il grande onore di essere nominato presidente della Royal Academy.

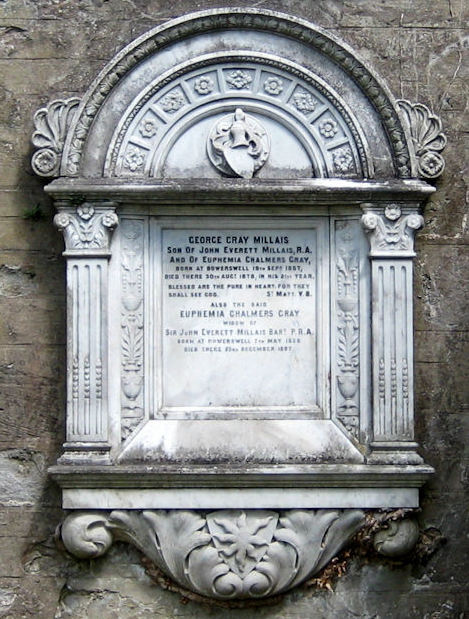
Lapide commemorativa di Effie Gray a Perth

In qualità di personaggio pubblico le sue condizioni erano oggetto di attenzione da parte della stessa casa reale. Tramite la principessa Luisa, che si informava costantemente del suo stato di salute, la regina Vittoria rappresentò la sua disponibilità a essere di aiuto in quei momenti difficili. Unico desiderio di Millais, ormai in punto di morte, era la riabilitazione della moglie.
Così, il 2 luglio 1896 Effie Gray, in una cerimonia ufficiale, fu finalmente ricevuta a corte. All'epoca aveva 67 anni. Malferma sulle gambe e quasi completamente cieca riuscì a perseguire l'obiettivo che aveva desiderato per oltre quaranta anni. Il tutto avvenne non precisamente nei termini che aveva sperato, ma tuttavia fu una vittoria rispetto ai pregiudizi di un'intera epoca. La maggior parte dei protagonisti dell'acceso confronto era ormai invecchiata o era morta e la vicenda finì con l'interessare la sola cerchia dei familiari.
Dopo pochi giorni il marito morì. Ognuno dei figli aveva preso la propria strada e la residenza al n. 2 di Palace Gate fu messa in vendita.
Effie Gray lasciò definitivamente Londra per ritirarsi in Scozia, nella sua vecchia casa di Bowerswell. Assistita dalla figlia Mary, anche lei come il marito morì prematuramente il 23 dicembre 1897. Fu sepolta nel vicino cimitero di Kinnoull.

## Le fonti

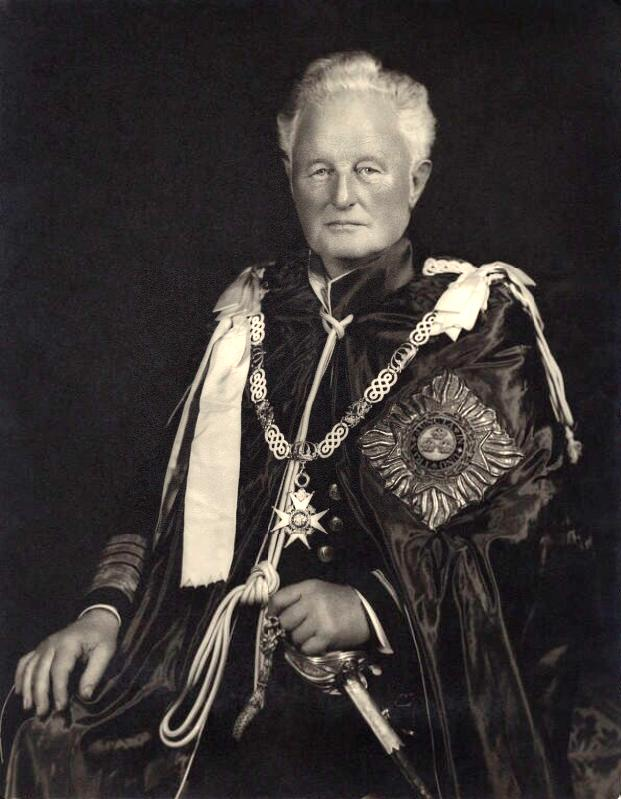
Sir William Milbourne James

La ricostruzione della vita di Effie Gray è stata possibile grazie alla copiosa corrispondenza intercorsa tra i vari personaggi della vicenda. I principali artefici della conservazione e catalogazione delle numerosissime lettere sono stati i suoi figli Mary e John Guille. Nel 1947 il nipote, sir James William Milbourne, pubblicò gran parte di questa documentazione intitolandolaː The order of release, ispirandosi all'omonimo quadro realizzato dal nonno. Successivamente la biografa britannica Mary Lutyens raccolse e ordinò, nuovamente, tutta la documentazione, realizzando tre diverse pubblicazioniː Effie a Venezia (1965), Millais e i Ruskin (1967) e I Ruskin ed i Gray (1972).
Altra numerosa corrispondenza riferita in particolare ai periodi trascorsi a Bowerswell è stata raccolta da un altro nipote di Effie Gray, Geoffroy Everett Millais ed è conservata nel Tate Gallery Archive e nella Morgan Library and Museum di New York.
Solo nel 2010 Suzanne Fagence Cooper, con paziente e laboriosa opera di ricerca e di sintesi, è riuscita a ricostruire la prima biografia completa della vita di Effie Gray, pubblicando il libro The Model Wife: The Passionate Lives of Effie Gray, Ruskin and Millais.
L'opera di Suzanne Fagence Cooper nel 2012 è stata tradotta con il titolo Effie. Storia di uno scandalo, e costituisce l'unica fonte bibliografica sul personaggio stilata in lingua italiana.

## Nella cultura di massa
Il suo matrimonio con Ruskin e la successiva storia d'amore con Millais sono stati rappresentati in diverse occasioni.

### Cinema
- The Love of John Ruskin, regia di Van Dyke Brooke – cortometraggio (1912)
- The Passion of John Ruskin, regia di Alex Chappel – cortometraggio (1994)
- Effie Gray - Storia di uno scandalo (Effie Gray), regia di Richard Laxton (2014)
- Turner (Mr. Turner), regia di Mike Leigh (2014)

### Teatro
- Modern Painters, di David Lang, regia di Francesca Zambello, libretto di Manuela Hoelterhoff. Santa Fe Opera di Santa Fe (Nuovo Messico) (1995)
- The Countess, di Gregory Murphy, regia di Ludovica Villar-Hauser. Greenwich Street Theatre di New York (1999)
- Mrs Ruskin, di Kim Morrissey, regia di Jacqui Somerville. Warehouse Theatre di East Croydon (Londra) (2003)

### Radio
- Dear Countess (1983), un radiodramma da Elizabeth Morgan, con Derek Jacobi (Ruskin), Bridget McCann (Gray), Timothy West (vecchio signor Ruskin) Michael Fenner (Millais). L'autrice interpretò la madre di Ruskin.
- Parrots and Owls (1994), un radiodramma di John Purser sui fratelli O'Shea in cui la Gray appare come un'amica di James O'Shea.
- The Order of Release (1998), una commedia radiofonica di Robin Brooks su Ruskin (Bob Peck), Gray (Sharon Small) e Millais (David Tennant).

### Televisione
- The Love School – serie TV (1975)
- Disperatamente romantici (Desperate Romantics) – serie TV (2009)